# Mikkel Kirkeskov
Mikkel Kirkeskov Andersen (* 5. September 1991 in Aarhus) ist ein dänischer Fußballspieler. Der Linksverteidiger steht bei Preußen Münster unter Vertrag. Kirkeskov ist auch ehemaliger dänischer Nachwuchsnationalspieler und gehörte des Weiteren zum Kader der A-Nationalmannschaft seines Geburtslandes.

## Karriere

### Verein
Mikkel Kirkeskov wurde in Aarhus, der zweitgrößten dänischen Stadt, geboren und spielte als Kind bei Vejlby-Risskov Idrætsklub, bevor er in die Jugendmannschaften von Aarhus GF, dem größten Fußballverein seiner Geburtsstadt, gewechselt war. Nachdem Kirkeskov in der Spielzeit 2009/10 zum Kader des Erstligisten gehört hatte, debütierte er am 7. November 2010 – nun in der zweithöchsten dänischen Spielklasse – sein Debüt für die erste Mannschaft in einem Punktspiel, als der 19-jährige beim 3:0-Auswärtssieg gegen den FC Fredericia mit Beginn der zweiten Halbzeit für den Engländer Adam Eckersley eingewechselt wurde. Nach der Winterpause kam Mikkel Kirkeskov häufiger zum Einsatz und stieg zum Ende der Spielzeit mit Aarhus GF wieder in die Superligæn auf. Dort debütierte er am 15. August 2011 beim 1:1 im Auswärtsspiel gegen Silkeborg IF. In seiner ersten Saison im dänischen Oberhaus spielte Kirkeskov in 16 Partien. Als Aufsteiger qualifizierte sich Aarhus GF für die zweite Qualifikationsrunde zur Europa League, in der die Dänen gegen den georgischen Vertreter FC Dila Gori ausschieden. Im Punktspielbetrieb gelang Mikkel Kirkeskov nun der Durchbruch und er kam zu 30 Einsätzen. Dabei bewegten sich die Aarhuser lange Zeit in der oberen Tabellenhälfte und wurden zum Saisonende Sechster. Auch in der Folgesaison, die Aarhus GF, auf dem elften Platz beendete und der gleichbedeutend mit dem Abstieg aus der Superligæn war, war Kirkeskov zunächst Stammspieler, doch ab dem 13. Spieltag verlor er seinen Stammplatz und konnte zum Ende der Spielzeit lediglich 14 Punktspieleinsätze verbuchen.
Daraufhin wechselte er nach Fünen zu Odense BK. Nachdem es dort nicht ganz rund lief – nur neun Einsätze in der Liga –, zog es ihn in der Winterpause der Spielzeit 2015/16 nach Norwegen zu Aalesunds FK. Dort stieg Mikkel Kirkeskov zum Stammspieler auf, dabei bewegte sich sein Verein stets in der unteren Tabellenhälfte. In der Winterpause der Saison 2017/18 wechselte er in die polnische Ekstraklasa zu Piast Gleiwitz aus dem oberschlesischen Industriegebiet. Nach sieben Einsätzen in seinem ersten halben Jahr stieg Kirkeskov zum Stammspieler auf und wurde mit seinem Verein polnischer Meister. Auch in der Folgesaison gehörte er zum Stammpersonal der Oberschlesier. Zudem gab es als Meister auch Pflichtspiele außerhalb der polnischen Grenzen: In der ersten Qualifikationsrunde zur Champions League schied Piast Gleiwitz gegen BATE Borisov aus, in der zweiten Qualifikationsrunde zur Europa League bedeutete der lettische Vertreter Riga FC Endstation.
Zum 1. Januar 2021 wechselte Kirkeskov in die 2. Bundesliga zu Holstein Kiel. Er unterschrieb einen bis zum 30. Juni 2023 laufenden Vertrag. In seinem ersten halben Jahr war er zu lediglich sechs Ligaeinsätzen gekommen, wobei er in fünf davon in der Startaufstellung stand und dabei als linker Verteidiger eingesetzt wurde. Holstein Kiel erreichte in dieser Saison im DFB-Pokal das Halbfinale, nachdem man unter anderem in Runde zwei den FC Bayern München rauswarf, wobei Mikkel Kirkeskov in diesem Spiel auf der Bank saß; im Halbfinale bedeutete der spätere Titelträger Borussia Dortmund Endstation. Im Ligaalltag belegte Holstein Kiel den dritten Platz – obwohl man vor dem letzten Spieltag noch Tabellenzweiter war – und qualifizierte sich somit für die Relegationsspiele gegen den 1. FC Köln, wo die Kieler trotz eines 1:0-Hinspielsieges den erstmaligen Aufstieg in die Bundesliga verpassten. In der Saison 2021/22 konnte Holstein Kiel nicht an die vorangegangene Spielzeit anknüpfen und stand zwischenzeitlich auf einem Relegationsplatz, allerdings konnte zum Saisonende der neunte Platz belegt werden. Kirkeskov kam in dieser Spielzeit – auch bedingt durch eine Knieverletzung – in nur 14 von 34 Saisonspielen zum Einsatz. In der Spielzeit 2022/23 erkämpfte er sich dann ab dem achten Spieltag nach und nach einen Stammplatz. Mit den Schleswig-Holsteinern belegte Mikkel Kirkeskov zum Saisonende den achten Platz. Es war seine letzte Spielzeit im Trikot der Kieler, denn sein Vertrag lief zum 30. Juni 2023 aus. 
Kirkeskov wechselte Ende Juli 2024 wieder nach Polen zu Zagłębie Lubin und erkämpfte sich nach anfänglichen Schwierigkeiten einen Stammplatz auf der linken Außenbahn, verlor ihn aber bald wieder. Er kehrte daraufhin im Januar 2024 nach Kiel zurück und erhielt einen Vertrag bis zum 30. Juni 2024. Die Kieler stiegen als Zweiter in die Bundesliga auf, womit erstmals ein Klub aus Schleswig-Holstein in der Bundesliga spielt. Kirkeskov konnte aber auf dem Weg zu diesem historischen Erfolg lediglich sechs Partien für sich verbuchen. Daraufhin war seine Zeit in der Landeshauptstadt wieder beendet. Im Sommer 2024 zog es ihn nach Westfalen zum Zweitligaaufsteiger Preußen Münster.

### Nationalmannschaft
Mikkel Kirkeskov spielte im Jahr 2010 einmal für die dänische U19-Nationalmannschaft. Von 2010 bis 2012 kam er zu fünf Spielen für die U20-Nationalmannschaft seines Geburtslandes. Zudem absolvierte Kirkeskov sieben Partien für die U21-Auswahl der Dänen, mit denen er die Teilnahme an der U21-Europameisterschaft 2013 in Israel verpasste, nachdem Dänemark in den Play-offs gegen Titelverteidiger Spanien ausschied. Im Januar 2013 lief Kirkeskov in zwei Spielen für die Liga-Nationalmannschaft auf, in der Akteure von dänischen und anderen skandinavischen Vereinen eingesetzt werden und dessen Partien vom dänischen Fußballverband nicht als offizielle Länderspiele anerkannt werden. Am 31. Januar 2013 wurde der gebürtige Aarhuser gemeinsam mit Casper Sloth, seinem Vereinskollegen von Aarhus GF, für den Kader der dänischen A-Nationalmannschaft für das Testspiel am 6. Februar 2013 in Skopje gegen Mazedonien (heute Nordmazedonien) nominiert. In dieser Partie kam Mikkel Kirkeskov allerdings nicht zum Einsatz.

## Privates
Kirkeskov ist verheiratet und Vater zweier Kinder.

## Erfolge
- Aufstieg in die Bundesliga: 2024
- Polnischer Meister mit Piast Gliwice